# Шаповаленко, Николай Николаевич
Николай Николаевич Шаповаленко (1887—1957) — русский писатель и драматург, автор исторических пьес.
Родился в семье Николая Петровича Шаповаленко (1860—1923), актёра, прослужившего почти полвека в труппе Александринского театра.
Автор большого числа исторических пьес, поставленных на сцене советских театров в первой половине XX вена: «1881 год» (1924) «Георгий Гапон» (1925) — поставленные в театре имени МГСПС, театре «Березиль» (Киев), «Смерть Петра I» (1925) — в театре Госнардома (Ленинград), «В наши дни» (1926) и «Чернь» (1927) — в театре имени МГСПС, «Альбина Мигурская» (1929) и «В дальней фактории» (1932) — в театре имени Сафонова, «Христофор Колумб» (1938), «Радищев» (1949), «Доктор Воронов» (1955).